# Viljoej-stuwmeer
Het Viljoej-stuwmeer (Russisch: Вилюйское водохранилище; Viljoejskoje vodochranilisjtsje) is een stuwmeer in de Viljoej in het westen van de Russische Oost-Siberische autonome republiek Jakoetië. Het ontstond door de aanleg van de stuwdam voor de waterkrachtcentrale Viljoejskaja bij Tsjernysjevski vanaf 1965 en heeft volgens verschillende bronnen een oppervlakte van 2100 of 2360 km² (ongeveer twee keer zo groot als het IJsselmeer). Het heeft een grillige vorm en is ruim 470 kilometer lang, waarbij het al slingerend de loop van de Viljoej volgt. De gemiddelde diepte bedraagt 16 meter en de maximumdiepte 60 meter. Het totale volume bedraagt volgens verschillende bronnen 35,9 of 40,4 km³. In de lente, wanneer de sneeuw smelt in het Midden-Siberisch Bergland, kan het niveau echter wel met 8 meter stijgen. Het water wordt gebruikt voor drinkwater en als scheepsroute. Vissoorten in het stuwmeer zijn bijvoorbeeld twee soorten houtingen, de nelma (Stenodus nelma) en Coregonus nasus (broad whitefish).
De stuwdam werd in de jaren 60 gebouwd en de waterkrachtcentrale was gereed in 1976. De stuwdam bestaat uit aarde en puin. De waterkrachtcentrale telt 8 turbines, die gezamenlijk 680 megawatt aan stroom produceren. De grootste afnemer van de stroom, de Mirny-diamantmijn, moet, als gevolg van de seizoenswisselingen en de daarmee gepaard gaande wisselende aanvoer, haar activiteit soms tijdelijk neerleggen.